# Verrückt nach Meer
Verrückt nach Meer ist eine Dokumentar-Serie der ARD über den Alltag von Gästen und Besatzung an Bord von Kreuzfahrtschiffen eines deutschen Reiseveranstalters. Sie wurde von 2010 bis 2022 in 10 Staffeln mit 500 Folgen im Nachmittagsprogramm im Ersten Programm ausgestrahlt.
Bei der zehnten Staffel mit 80 Folgen kam es durch die COVID-19-Pandemie zu ungeplanten Änderungen und einer längeren Unterbrechung nach Abschluss der 50. Folge. Als Kreuzfahrten im Jahr 2020 wieder möglich waren, nahm man die Dreharbeiten bei kleineren Rundfahrten auf der Ostsee wieder auf.

## Inhalt
Verrückt nach Meer ist eine Reisedokumentation und erlaubt einen Blick hinter die Kulissen eines Kreuzfahrtschiffs. Dafür werden sowohl Besatzungsmitglieder als auch Passagiere mit der Kamera begleitet. Im Fokus stehen dabei typischerweise jeweils zwei Gästepaare pro Reiseabschnitt sowie einige Praktikanten, die mehrere Reiseabschnitte an Bord verbleiben.
Parallel dazu wird der Arbeitsalltag und teilweise auch die Freizeit der Besatzung, des Reiseleiterteams und der Künstler an Bord gezeigt. Die Gäste und Praktikanten werden im Vorfeld jeder Staffel von der Produktionsfirma aus mehreren Bewerbungen ausgewählt. Nach Aussage der Produktionsfirma wurde die Serie nicht nach einem Drehbuch produziert und arbeitete mit klassisch-dokumentarischen Mitteln.

## Schiffe

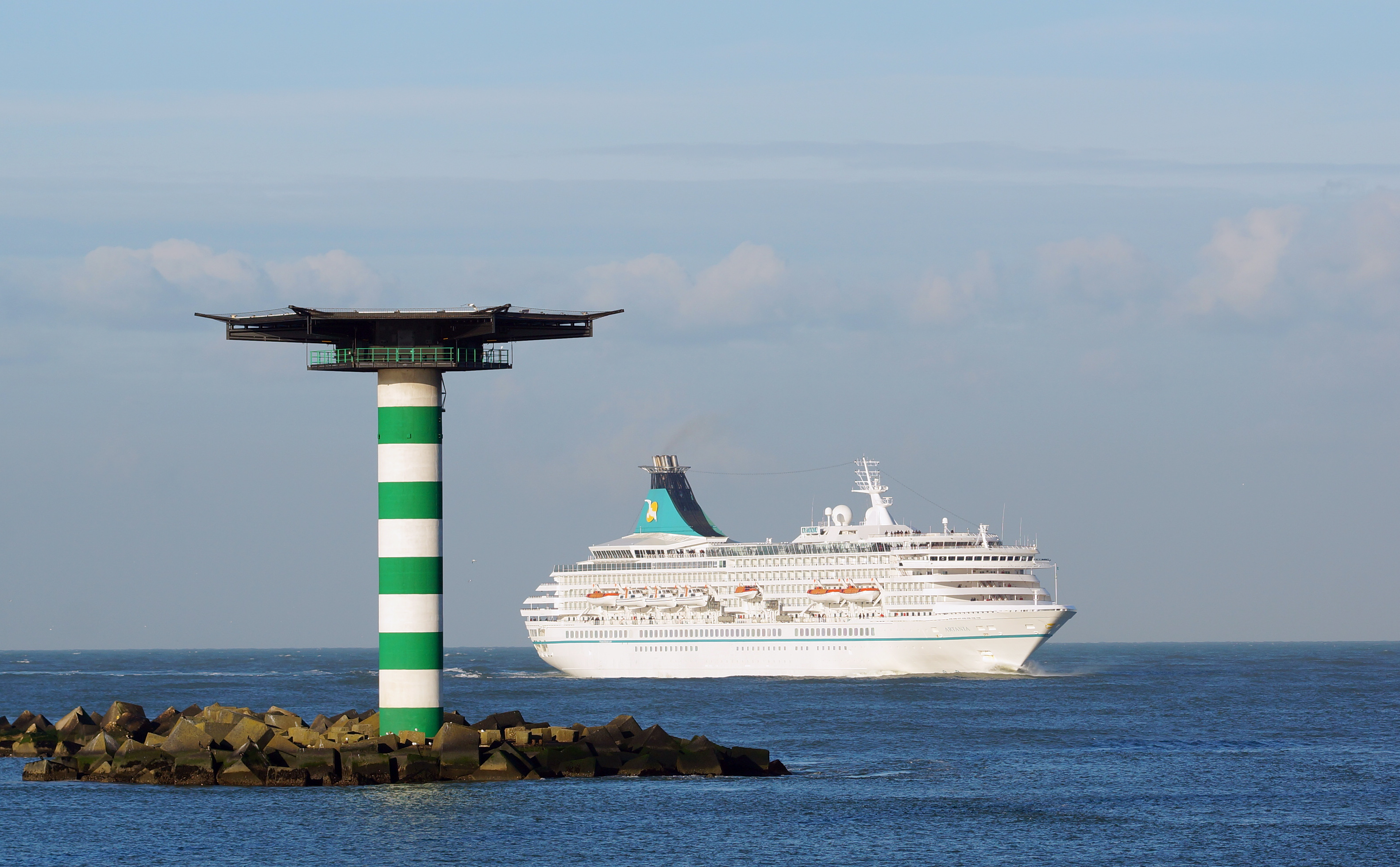
Kreuzfahrtschiff Artania (2014)

Die zehn Staffeln der Hauptserie wurden an Bord von Schiffen des Bonner Reiseveranstalters Phoenix Reisen aufgenommen.
Die „Hauptdarstellerin“ der ersten drei Staffeln war die Albatros, die 800 Passagieren Platz bot und in der Doku-Reihe aus rechtlichen Gründen „Weiße Lady“ genannt wird.
Die vierte bis sechste Staffel wurden dann ausschließlich auf der Artania (max. 1.200 Passagiere, „Grand Lady“ genannt) gedreht. In den folgenden Staffeln wurden Reisen beider Schiffe thematisiert. In Staffel 9 kam die Amera (835 Passagiere, „Prinzessin“ genannt) als drittes Schiff hinzu, während Staffel 10 nur noch Reisen der Artania und der Amera begleitete.
Der Wechsel von der Artania zur Amera sollte eigentlich mit der zehnten Staffel erfolgen, aber auf Wunsch von Phoenix Reisen wurde die neunte Staffel im August 2019 noch um 10 Folgen mit dem neuen Schiff (einschließlich der Jungfernfahrt) erweitert.

## Produktion
Verrückt nach Meer wurde ab 2009 von der ARD in Zusammenarbeit mit der Bewegte Zeiten Filmproduktion GmbH produziert. Für die ARD war bei der Produktion der Bayerische Rundfunk federführend; Produzenten waren Julia Jancsó, Stephan Rebelein, Frank Jansen (Bewegte Zeiten), die Redaktion hatten Stefanie Baumann, Stefan Gundel (BR). Executive Producer waren Birgitta Kaßeckert und Andreas M. Reinhard (BR).
2019 kam mit gleichem Konzept eine Staffel Verrückt nach Meer – Vom Wasser aus die Welt entdecken auf dem Kreuzfahrtschiff Hamburg des Bremer Veranstalters Plantours Kreuzfahrten hinzu, die 2020 gesendet wurde und als Ableger der Hauptserie eigenständig gezählt wird. Für die Aufnahmen wurde die Firma Fandango FILM-TV-Internet-Produktion des Kölner Produzenten Geronimo Beckers verpflichtet. Es wurden Destinationen angesteuert, die von den Phoenix-Schiffen nicht abgedeckt wurden, z. B. die Großen Seen oder die Antarktis.

## Drehdetails
Gedreht wurde üblicherweise mit drei bis vier Teams, die jeweils aus drei Personen bestanden: Kameramann, Tontechniker, Regie. Ein Team war zuständig für die Filmarbeit der Abläufe an Bord, was die Belange der Schiffsbesatzung und die Versorgung betrifft, ein zweites Team konzentrierte sich auf die Passagiere und Gaststars, das dritte Team war für die Parallelgeschichten und vorbereitende Abläufe in den Ländern zuständig.

## Gaststars
| Gast                                    | Folgen        | Erstausstrahlung              |
| --------------------------------------- | ------------- | ----------------------------- |
| Tony Marshall                           | 6–7           | Januar 2010                   |
| Jasmin Lord                             | 18–20         | Februar 2010                  |
| Andreas Zaron                           | 20, 25–26, 29 | Februar 2010 und Januar 2011  |
| Peggy March                             | 25–26         | Januar 2011                   |
| Andreas Geitl                           | 44            | Februar 2011                  |
| Joana Zimmer                            | 47–50         | Februar 2011                  |
| Nicole                                  | 54            | Oktober 2012                  |
| Kristina Bach                           | 64, 66–69     | Oktober bis November 2012     |
| Bernhard Brink                          | 78–80         | 19. November 2012             |
| Costa und Lucas Cordalis                | 100–102       | Dezember 2013 bis Januar 2014 |
| Höhner                                  | 112–113       | Januar 2014                   |
| Ireen Sheer                             | 116–120       | Januar 2014                   |
| Stefanie Hertel                         | 122–125       | Januar 2016                   |
| Fernanda Brandão                        | 131–135       | Januar bis Februar 2016       |
| Andreas Geitl                           | 137–144       | Februar 2016                  |
| Gregor Meyle                            | 145–149       | Februar bis März 2016         |
| Voxxclub                                | 163–170       | März bis April 2016           |
| Miroslav Nemec                          | 209–214       | Januar 2017                   |
| Feuerherz                               | 223–232       | Dezember 2017 bis Januar 2018 |
| Gloria Gray                             | 233–243       | Januar 2018                   |
| Benjamin Tomkins                        | 244–252       | Januar bis Februar 2018       |
| Patrick Lindner                         | 261–268       | Februar bis März 2018         |
| Viva Voce                               | 271–274       | Dezember 2018                 |
| Julia Neigel                            | 299–304       | Dezember 2018 bis Januar 2019 |
| Jonathan Zelter                         | 317–322       | Januar bis Februar 2019       |
| Laith Al-Deen                           | 331–333       | Februar bis März 2019         |
| Stefan Mross und Anna-Carina Woitschack | 342–346       | November 2019                 |
| Amélie van Tass und Thommy Ten          | 352–356       | November und Dezember 2019    |
| Voxxclub                                | 377–382       | Januar 2020                   |
| Ella Endlich                            | 397–400       | Februar 2020                  |
| Sebastian Reich                         | 401–409       | Februar 2020                  |

## Episodenliste

### Staffel 1
- Reise 1: Amsterdam (Niederlande) – Southampton (England) – Madeira (Portugal) – Santa Cruz de Tenerife (Spanien) – Las Palmas (Spanien) – Puerto del Rosario (Spanien) – Agadir (Marokko) – Lissabon (Portugal) – Bremerhaven (Deutschland); Folgen 1–9
- Reise 2: Bremerhaven (Deutschland) – Dover (England) – La Coruña (Spanien) – Madeira (Portugal) – Arrecife (Spanien) – Las Palmas (Spanien) – Lissabon (Portugal) – Amsterdam (Niederlande) – Bremerhaven (Deutschland); Folgen 10–15
- Reise 3: Bremerhaven (Deutschland) – Amsterdam (Niederlande) – Dover (England) – La Coruña (Spanien) – Santa Cruz de Tenerife (Spanien) – San Sebastián de La Gomera (Spanien) – Casablanca (Marokko) – Rotterdam (Niederlande) – Bremerhaven (Deutschland); Folgen 16–20[8]

### Staffel 2
- Reise 1: Acapulco (Mexiko) – Puerto Vallarta (Mexiko) – Cabo San Lucas (Mexiko) – San Diego (USA) – Los Angeles (USA) – San Francisco (USA) – Honolulu (Hawaii) – Kahului (Hawaii) – Hilo (Hawaii) – Christmas Island (Kiribati)* – Moorea (Französisch-Polynesien) – Papeete (Französisch-Polynesien) – Huahine (Französisch-Polynesien) – Bora Bora (Französisch-Polynesien) – Pago Pago (Amerikanisch-Samoa) – Apia (Samoa) – Savu Savu (Fidschi) – Lautoka (Fidschi) – Port Vila (Vanuatu) – Île des Pins (Neukaledonien) – Brisbane (Australien) – Sydney (Australien); Folgen 21–32
- Reise 2: Sydney (Australien) – Eden (Australien) – Burnie (Tasmanien, Australien) – Melbourne (Australien) – Adelaide (Australien) – Fremantle (Australien) – Geraldton (Australien) – Exmouth (Australien) – Bali (Indonesien) – Surabaya (Indonesien) – Semarang (Indonesien) – Jakarta (Indonesien) – Singapur (Singapur); Folgen 33–40
- Reise 3: Singapur (Singapur) – Malakka (Malaysia) – Langkawi (Malaysia) – Phuket (Thailand) – Port Blair (Andamanen, Indien) – Madras (Indien) – Colombo (Sri Lanka) – Cochin (Indien) – Mumbai (Indien) – Karatschi (Pakistan) – Muscat (Oman) – Dubai (Vereinige Arabische Emirate); Folgen 41–50[9]

* Christmas Island, Kiribati konnte aufgrund zu starken Seegangs nicht angelaufen werden.

### Staffel 3
- Reise 1: Bremerhaven (Deutschland) – Flåm (Norwegen) – Molde (Norwegen) – Geiranger (Norwegen) – Bergen (Norwegen) – Bremerhaven (Deutschland); Folgen 51–55
- Reise 2: Bremerhaven (Deutschland) – La Coruña (Spanien) – Casablanca (Marokko) – Agadir (Marokko) – Dakar (Senegal) – Banjul (Gambia) – Belém (Brasilien) – Boca da Valeria (Brasilien) – Parintins (Brasilien) – Manaus (Brasilien); Folgen 56–63
- Reise 3: Manaus (Brasilien) – Parintins (Brasilien) – Alter do Chão (Brasilien) – Santarém (Brasilien) – Prainha (Brasilien) – Macapá (Brasilien) – Île du Diable (Französisch-Guayana) – Orinoco-Delta (Venezuela) – Scarborough (Tobago) – Bridgetown (Barbados) – Bequia (St. Vincent und die Grenadinen) – La Guaira (Venezuela); Folgen 64–71
- Reise 4: La Guaira (Venezuela) – Castries (St. Lucia) – Roseau (Dominica) – Road Town (Britische Jungferninseln) – Philipsburg (Sint Maarten, Niederlande) – Gustavia (Saint-Barthélemy, Frankreich) – Saint John’s (Antigua und Barbuda) – Santa Cruz de La Palma (Spanien) – Madeira (Portugal) – Lissabon (Portugal) – Hamburg (Deutschland); Folgen 72–80[10]

### Staffel 4
- Reise 1: Semarang (Indonesien) – Bali (Indonesien) – Singapur (Singapur) – Port Klang (Malaysia) – Penang (Malaysia) – Phuket (Thailand) – Colombo (Sri Lanka) – Malé (Malediven) – Salalah (Oman) – Safaga (Ägypten) – Scharm asch-Schaich (Ägypten) – Aqaba (Jordanien) – Suezkanal-Passage (Ägypten) – Genua (Italien); Folgen 81–95
- Reise 2: Genua (Italien) – Valletta (Malta) – Alexandria (Ägypten) – Limassol (Zypern) – Ashdod (Israel) – Alanya (Türkei) – Rhodos (Griechenland) – Heraklion (Griechenland) – Venedig (Italien); Folgen 96–102
- Reise 3: Venedig (Italien) – Katakolo (Griechenland) – Piräus (Griechenland) – Istanbul (Türkei) – Konstanza (Rumänien) – Odessa (Ukraine) – Jalta (Ukraine) – Sotschi (Russland) – Mykonos (Griechenland) – Dubrovnik (Kroatien) – Venedig (Italien); Folgen 103–111
- Reise 4: Venedig (Italien) – Split (Kroatien) – Kotor (Montenegro) – Naxos di Taormina (Italien) – Lipari (Italien) – Catania (Italien) – Málaga (Spanien) – Portimão (Portugal) – Leixões (Portugal) – Torquay (England) – Dover (England) – Amsterdam (Niederlande) – Hamburg (Deutschland)- Bremerhaven (Deutschland); Folgen 112–121[11]

### Staffel 5
- Reise 1: Marseille (Frankreich) – Casablanca (Marokko) – Santa Cruz de Tenerife (Spanien) – Las Palmas (Spanien) – Recife (Brasilien) – Maceió (Brasilien) – Salvador da Bahia (Brasilien) – Ilhéus (Brasilien) – Búzios (Brasilien) – Rio de Janeiro (Brasilien) – Punta del Este* (Uruguay) – Buenos Aires (Argentinien); Folgen 121–136
- Reise 2: Buenos Aires (Argentinien) – Montevideo (Uruguay) – Puerto Madryn (Argentinien) – Kap Hoorn/Beagle-Kanal-Passage (Chile) – Punta Arenas (Chile) – Ushuaia (Argentinien) – Puerto Chacabuco (Chile) – Puerto Montt (Chile) – Valparaíso (Chile); Folgen 137–144
- Reise 3: Valparaíso (Chile) – Coquimbo (Chile) – Iquique (Chile) – Callao (Peru) – Guayaquil (Ecuador) – Puntarenas (Costa Rica) – San Juan del Sur* (Nicaragua) – Huatulco (Mexiko) – Acapulco (Mexiko); Folgen 145–153
- Reise 4: Acapulco (Mexiko) – Puerto Chiapas (Mexiko) – Puerto Quetzal (Guatemala) – Acajutla (El Salvador) – Corinto (Nicaragua) – Panama-Stadt (Panama) – Panamakanal-Passage (Panama) – Bocas del Toro (Panama) – Puerto Limón (Costa Rica) – Cartagena de Indias (Kolumbien) – Oranjestad (Aruba, Niederlande) – Kralendijk (Bonaire, Niederlande) – Willemstad (Curaçao, Niederlande); Folgen 154–162
- Reise 5: Willemstad (Curaçao, Niederlande) – Kingstown (St. Vincent) – Castries (St. Lucia) – Îles des Saintes (Guadeloupe, Frankreich) – Basseterre (St. Kitts) – Philipsburg (Sint Maarten, Niederlande) – Funchal (Portugal) – Cádiz (Spanien) – Palma de Mallorca (Spanien) – Marseille (Frankreich); Folgen 163–170[12]

* In Punta del Este und San Juan del Sur konnte aufgrund zu starker Winde nicht getendert werden, weshalb diese Ziele ausfielen.

### Staffel 6
- Reise 1: Puntarenas (Costa Rica) – Nuku Hiva (Französisch-Polynesien) – Rangiroa (Französisch-Polynesien) – Papeete (Französisch-Polynesien) – Moorea (Französisch-Polynesien) – Bora Bora (Französisch-Polynesien) – Pago Pago (Amerikanisch-Samoa) – Apia (Samoa) – Nukuʻalofa (Tonga) – Bay of Islands (Neuseeland) – Auckland (Neuseeland); Folgen 171–183
- Reise 2: Auckland (Neuseeland) – Sydney (Australien) – Brisbane (Australien) – Airlie Beach (Australien) – Cairns (Australien) – Port Moresby (Papua-Neuguinea) – Banda Neira (Indonesien) – Ambon (Indonesien) – Puerto Princesa (Philippinen) – Coron (Philippinen) – Manila (Philippinen) – Kaohsiung (Taiwan) – Keelung (Taiwan); Folgen 184–197
- Reise 3: Keelung (Taiwan) – Ishigaki (Japan) – Naha (Japan) – Kagoshima (Japan) – Osaka (Japan) – Yokohama (Japan) – Wladiwostok (Russland) – Busan (Südkorea) – Jeju (Südkorea) – Shanghai (China) – Hongkong (China); Folgen 198–209
- Reise 4: Hongkong (China) – Halong-Bucht (Vietnam) – Nha Trang (Vietnam) – Tioman (Malaysia) – Singapur (Singapur) – Langkawi (Malaysia) – Sabang (Indonesien) – Colombo (Sri Lanka) – Thiruvananthapuram (Indien) – Mumbai (Indien) – Khasab (Oman) – Dubai (Vereinigte Arabische Emirate); Folge 210–220[13]

### Staffel 7
- Reise 1: La Romana (Dominikanische Republik) – Grand Turk Island (Turks-/Caicos-Inseln, Vereinigtes Königreich) – Havanna (Kuba) – Cozumel (Mexiko) – Costa Maya (Mexiko) – Belize City (Belize) – Santo Tomás de Castilla (Guatemala) – Roatán (Honduras) – Puerto Limón (Costa Rica) – Colón (Panama) – Panamakanal-Passage – Manta (Ecuador) – Guayaquil (Ecuador) – Callao (Peru) – Lima (Peru); Folgen 221–232
- Reise 2: Singapur (Singapur) – Malakka (Malaysia) – Penang (Malaysia) – Phuket (Thailand) – Rangun (Myanmar) – Trincomalee (Sri Lanka) – Hambantota (Sri Lanka) – Malé (Malediven) – Muscat (Oman) – Khor Fakkan (Vereinigte Arabische Emirate) – Dubai (Vereinigte Arabische Emirate); Folgen 233–243
- Reise 3: Bremerhaven (Deutschland) – Nord-Ostsee-Kanal-Passage (Deutschland) – Danzig (Polen) – Klaipėda (Litauen) – Tallinn (Estland) – St. Petersburg (Russland) – Helsinki (Finnland) – Turku (Finnland) – Stockholm (Schweden) – Kopenhagen (Dänemark) – Kiel (Deutschland) – Nord-Ostsee-Kanal-Passage (Deutschland) – Bremerhaven (Deutschland); Folgen 244–252
- Reise 4: Hamburg (Deutschland) – Isles of Scilly (England) – St. John’s (Neufundland) – Saint-Pierre und Miquelon (Frankreich) – Corner Brook (Neufundland) – Bonne Bay (Neufundland) – Havre-Saint-Pierre (Kanada) – Baie-Comeau (Kanada) – Saguenay (Kanada) – Trois-Rivières (Kanada) – Montreal (Kanada); Folgen 253–260
- Reise 5: Montreal (Kanada) – Québec (Kanada) – Gaspé (Kanada) – Charlottetown (Prince Edward Island) – Cap-aux-Meules (Kanada) – Saint John (Kanada) – Bar Harbor (USA) – Boston (USA) – Portland (USA) – Newport (USA) – New York (USA) – Halifax (Kanada) – Sydney (Kanada) – St. John’s (Neufundland) – Cobh (Irland) – Hamburg (Deutschland); Folgen 261–270[14]

### Staffel 8
- Reise 1: Victoria/Mahé (Seychellen) – Praslin (Seychellen) – La Digue (Seychellen) – Malé (Malediven) – Colombo (Sri Lanka) – Trincomalee (Sri Lanka) – Phuket (Thailand) – Langkawi (Malaysia) – Singapur (Singapur) – Ho-Chi-Minh-Stadt/Phú Mỹ (Vietnam) – Da Nang (Vietnam) – Sanya (Hainan, Volksrepublik China) – Hongkong (Volksrepublik China); Folgen 271–283
- Reise 2: Hongkong (Volksrepublik China) – Hundred Islands (Philippinen)* – Manila (Philippinen) – Coron (Philippinen) – Ternate (Indonesien) – Ambon (Indonesien) – Port Moresby (Papua-Neuguinea) – Cairns (Australien) – Townsville (Australien) – Brisbane (Australien) – Sydney (Australien); Folgen 284–295
- Reise 3: Sydney (Australien) – Norfolk Island (Australien) – Île des Pins (Neukaledonien) – Yasawairara (Fidschi) – Lautoka (Fidschi) – Neiafu (Tonga) – Bora Bora (Französisch-Polynesien) – Huahine (Französisch-Polynesien) – Moorea (Französisch-Polynesien) – Papeete (Tahiti) – Rangiroa (Französisch-Polynesien) – Atuona (Marquesas-Inseln) – Acapulco (Mexiko); Folgen 296–308
- Reise 4: Acapulco (Mexiko) – Huatulco (Mexiko) – Corinto (Nicaragua) – Puntarenas (Costa Rica) – Panama-Stadt/Fuerte Amador (Panama) – Panamakanal-Passage – Bocas del Toro (Panama) – Trujillo (Honduras) – Progreso (Mexiko) – Tampa (USA) – New Orleans (USA) – Key West (USA) – Miami (USA) – Freeport (Bahamas) – Nassau (Bahamas); Folgen 308–322
- Reise 5: Nassau (Bahamas) – Charleston (USA) – Baltimore (USA) – Norfolk (USA) – New York (USA) – Newport (USA) – Boston (USA) – Portland (USA) – Halifax (Kanada) – St. John’s (Neufundland) – Ringaskiddy (Irland) – Torquay (England) – Bremerhaven (Deutschland); Folgen 323–330
- Reise 6: Bremerhaven (Deutschland) – Heimaey (Westmännerinseln) – Reykjavík (Island) – Ísafjörður (Island) – Siglufjörður (Island) – Akureyri (Island) – Polarkreis – Spitzbergen (Norwegen) – Hammerfest (Norwegen) – Namsos (Norwegen) – Ålesund (Norwegen) – Bergen (Norwegen); Folgen 330–340[15]

* In Hundred Islands konnte aufgrund zu starker Winde nicht getendert werden, weshalb dieses Ziel ausfiel.

### Staffel 9
- Reise 1: Genua (Italien) – Ajaccio (Frankreich) – Barcelona (Spanien) – Alicante (Spanien) – Cagliari (Sardinien) – Neapel (Italien) – Sorrent (Italien) – Messina (Sizilien) – Gozo (Malta) – Valletta (Malta) – Pylos (Griechenland) – Patras (Griechenland) – Kerkyra (Griechenland) – Kotor (Montenegro) – Split (Kroatien) – Zadar (Kroatien) – Venedig (Italien); Folgen 341 – 352
- Reise 2: Venedig (Italien) – Koper (Slowenien) – Zadar (Kroatien) – Dubrovnik (Kroatien) – Kotor (Montenegro) – Bar (Montenegro) – Brindisi (Italien) – Messina (Sizilien) – Salerno (Italien) – Olbia (Sardinien) – Civitavecchia (Italien) – Genua (Italien); Folgen 353 – 357
- Reise 3: Cartagena (Spanien) – Málaga (Spanien) – Cádiz (Spanien) – Lissabon (Lissabon) – Funchal (Madeira) – Puerto del Rosario (Spanien) – San Sebastián (Spanien) – Los Cristianos (Spanien) – Santa Cruz de Tenerife (Teneriffa) – Santa Cruz de La Palma (La Palma) – Palmeira (Kap Verde) – Praia (Kap Verde) – Porto Novo (Kap Verde) – Mindelo (Kap Verde) – Las Palmas de Gran Canaria (Spanien) – Arrecife (Spanien) – Agadir (Marokko) – Palma de Mallorca (Spanien); Folgen 358 – 369
- Reise 4: Puerto Vallarta (Mexiko) – San Diego (USA) – Catalina Island (USA) – Monterey (USA) – San Francisco (USA) – Santa Barbara (USA) – Los Angeles (USA) – Cabo San Lucas (Mexiko) – Mazatlán (Mexiko) – Zihuatanejo (Mexiko) – Huatulco (Mexiko) – Corinto (Nicaragua) – Puntarenas (Costa Rica) – Guayaquil (Ecuador) – Callao (Peru); Folgen 370 – 382
- Reise 5: Buenos Aires (Argentinien) – Montevideo (Uruguay) – Rio Grande do Sul (Brasilien) – Ilhabela (Brasilien) – Rio de Janeiro (Brasilien) – Ilhéus (Brasilien) – Salvador da Bahia (Brasilien) – Maceió (Brasilien) – Recife (Brasilien) – Fogo (Kapverden) – Porto Novo (Kapverden) – Mindelo (Kapverden) – Arrecife (Spanien) – Agadir (Marokko) – Málaga (Spanien) – Marseille (Frankreich); Folgen 383 – 390
- Reise 6: Bremerhaven (Deutschland) – Dover (England) – Antwerpen (Belgien) – Amsterdam (Niederlande) – Bremerhaven (Deutschland); Folgen 391 – 394
- Reise 7: Bremerhaven (Deutschland) – Oslo (Norwegen) – Kristiansand (Norwegen) – Bremerhaven (Deutschland); Folgen 395 – 396
- Reise 8: Bremerhaven (Deutschland) – Vik (Norwegen) – Flåm (Norwegen) – Bergen (Norwegen) – Eidfjord (Norwegen) – Rosendal (Norwegen) – Lysebotn (Norwegen) – Stavanger (Norwegen) – Kristiansand (Norwegen) – Bremerhaven (Deutschland); Folgen 397 – 401
- Reise 9: Kapstadt (Südafrika) – Port Elizabeth (Südafrika) – East London (Südafrika) – Durban (Südafrika) – Richards Bay (Südafrika) – Mosambik-Insel (Südafrika) – Sansibar (Tansania) – Mombasa (Kenia) – Praslin (Seychellen) – La Digue (Seychellen) – Victoria (Seychellen); Folgen 402 – 410
- Reise 10: Mahé (Seychellen) – Praslin und La Digue (Seychellen) – Antsiranana (Madagaskar) – Sainte Marie (Madagaskar) – Mauritius – La Réunion – Durban (Südafrika) – East London (Südafrika) – Port Elizabeth (Südafrika) – Kapstadt (Südafrika); Folgen 411 – 420[16]

### Staffel 10
- Reise 1: Kapstadt (Südafrika) – Lüderitz (Namibia) – Luanda (Angola) – São Tomé (São Tomé und Príncipe) – Ghana – Gambia – Senegal – La Palma (Teneriffa); Folgen 421 – 429
- Reise 2: Madeira (Portugal) – Îles des Saintes – Martinique – St. Vincent – Aruba – Santa Marta (Kolumbien) – Cartagena de Indias (Kolumbien) – Panama-Stadt (Panama) – Trujillo (Peru) – Lima (Peru); Folgen 430 – 440
- Reise 3: Lima (Peru) – Iquique (Chile) – Coquimbo (Chile) – Valparaíso (Chile) – Puerto Montt (Chile) – Chiloé (Chile) – Punta Arenas (Chile) – Kap Hoorn (Chile) – Ushuaia (Argentinien) – Falklandinseln – Puerto Madryn (Argentinien) – Buenos Aires (Argentinien) – Montevideo (Uruguay) – Punta del Este (Uruguay) – Rio Grande (Brasilien) – Porto Belo (Brasilien) – Ilha Grande (Brasilien) – Rio de Janeiro (Brasilien) – Salvador da Bahia (Brasilien) – Natal (Brasilien) – Belém (Brasilien) – Manaus (Brasilien) – Bremerhaven (Deutschland); Folgen 441 – 470
- Reise 4: Bremerhaven (Deutschland) – Göteborg (Schweden) – Kopenhagen (Dänemark) – Stockholm (Schweden) – Bremerhaven (Deutschland); Folgen 471 – 473
- Reise 5: Bremerhaven (Deutschland) – Kopenhagen (Dänemark) – Malmö (Schweden) – Fredericia (Dänemark) – Karlskrona (Schweden) – Stockholm (Schweden) – Helsinki (Finnland) – Tallinn (Estland) – Riga (Lettland) – Danzig (Polen) – Kiel (Deutschland); Folgen 474 – 479
- Reise 6: Kiel (Deutschland) – Visby (Schweden) – Fårö (Schweden) – Stockholm (Schweden) – Helsinki (Finnland) – Tallinn (Estland) – Danzig (Polen) – Kiel (Deutschland) – Bremerhaven (Deutschland); Folgen 480 – 485
- Reise 7: Bremerhaven (Deutschland) – Leknes/Lofoten (Norwegen) – Tromsø (Norwegen) – Honningsvåg/Nordkap (Norwegen) – Bergen (Norwegen) – Esbjerg (Dänemark) – Arendal (Norwegen) – Kopenhagen (Dänemark) – Bornholm (Dänemark) – Wismar (Deutschland) – Bremerhaven (Deutschland); Folgen 486 – 494
- Reise 8: Bremerhaven (Deutschland) – Le Havre (Frankreich) – Madeira (Portugal) – Porto Santo (Portugal) – Faial (Portugal) – Terceira (Portugal) – La Coruña (Spanien); Folgen 495 – 500[17]

### Vom Wasser aus die Welt entdecken
- Reise 1: La Romana (Dominikanische Republik) – Spanish Town/Virgin Gorda (Britische Jungferninseln) – Gustavia (St. Barths) – Saint John’s (Antigua und Barbuda) – Pointe-à-Pitre (Guadeloupe) – Marie-Galante (Guadeloupe) – Cabrits (Dominica) – Castries (St.Lucia) – Fort de France (Martinique); Folgen 1 – 6
- Reise 2: Montreal (Kanada) – Kingston – Wellandkanal und Niagarafälle – Cleveland (USA) – Detroit (USA) – Mackinac Island (USA) – Milwaukee (USA) – Chicago (USA) – Traverse City (USA) – Alpena (USA) – Windsor (Kanada) – Toronto (Kanada) – Montreal (Kanada); Folgen 6 – 15
- Reise 3: Fortaleza (Brasilien) – Recife (Brasilien) – Maceio (Brasilien) – Salvador da Bahia (Brasilien) – Rio de Janeiro (Brasilien) – Paranagua (Brasilien) – Itajai (Brasilien) – Buenos Aires (Argentinien); Folgen 16 – 24
- Reise 4: Ushuaia (Argentinien) – Drakestraße – Arctowski/King George Island (Antarktis) – Half Moon Island (Antarktis) – Paradise/Danco Island (Antarktis) – Drakestraße – Ushuaia (Argentinien); Folgen 25 – 33
- Reise 5: Montreal (Kanada) – Quebec (Kanada) – Cap aux Meules (Kanada) – Sydney (Nova Scotia, Kanada) – Halifax (Kanada) – Hamilton (Bermuda) – Nassau (Bahamas) – Havanna (Kuba) – Maria la Gorda (Kuba); Folgen 34 – 44[18][19]